# Caroline Thielo
Caroline Amalie Thielo, född 1735, död 1754, var en dansk skådespelare, den första inhemska kvinnliga yrkesskådespelaren i Danmark. Hon var även översättare av pjäser till teatern.  
Som barn av teaterdirektören Carl August Thielo (1707–1763), som grundade Det Kongelige Teater i Köpenhamn, debuterade hon redan år 1747, vid tolv års ålder, på den tillfälliga scenen på Laederstraede där skådespelarna uppträdde sedan 1747, då det blev tillåtet med offentlig teater i Danmark igen, medan de väntade på att kungliga teatern skulle byggas färdigt. 
Thielo uppträdde i älskarinne- och flickroller och blev mycket populär; hon översatte också pjäser, bland annat Deucalion och Pyrrha, som uppfördes två gånger 1753. Bland hennes roller fanns Agnès i Molières Fruentimmerskolen och Isabella i Ludvig Holbergs Don Ranudo. 
Som många kvinnliga skådespelare på denna tid ansågs hon dock också vara prostituerad; detta var en vanlig syn på kvinnliga skådespelare på denna tid, eftersom det ansågs oanständigt för en kvinna att exponera sig offentligt på detta vis, men det var också ett fenomen som drog mycket folk till teatern. 
Enligt en gammal historia ska hon ha mördats; hon ryktas ha haft en förbindelse med baron J.A. von Korff, som var frimurare; hon ska ha lockat honom att avslöja hemligheter ur frimurarnas verksamhet för henne, varför han ska ha mördat henne. I verkligheten anges hennes dödsorsak vara feber.

## Fotnoter
1. ↑  CERL Thesaurus, Consortium of European Research Libraries, CERL: cnp01277811.[källa från Wikidata]
2. ↑  Katalog der Deutschen Nationalbibliothek, Deutsche Nationalbibliotheks katalog-id-nummer: 142966827, läst: 10 juni 2020.[källa från Wikidata]